# Tasmantaggnäbb
Tasmantaggnäbb (Acanthiza ewingii) är en australiensisk fågel i familjen taggnäbbar inom ordningen tättingar.

## Utseende
Tasmantaggnäbb är en liten fågel med tunn och spetsig näbb. Ovansidan är brunaktig och undersidan gråbrun. På huvudet syns mörkrött öga, rödbrun panna och ljusgrå strupe med otydlig streckning. Liknande arten brun taggnäbb har kortare stjärt, gråare flanker och ljus istället för roströd vingpanel.

## Utbredning och systematik
Tasmantaggnäbb delas in i två underarter:
- A. e. ewingii – förekommer på Tasmanien och Flinders Island i Bass sund
- A. e. rufifrons – förekommer på King Island i Bass sund

## Levnadssätt
Tasmantaggnäbben hittas i fuktiga skogar med ett utvecklat buskskikt.

## Status
Trots det begränsade utbredningsområdet och att den tros minska i antal anses beståndet vara livskraftigt av internationella naturvårdsunionen IUCN. 

## Namn
Fågelns vetenskapliga artnamn hedrar Thomas James Ewing (1813?-1882), engelsk präst och lärare på Tasmanien 1833-1863 samt naturforskare och samlare av specimen.

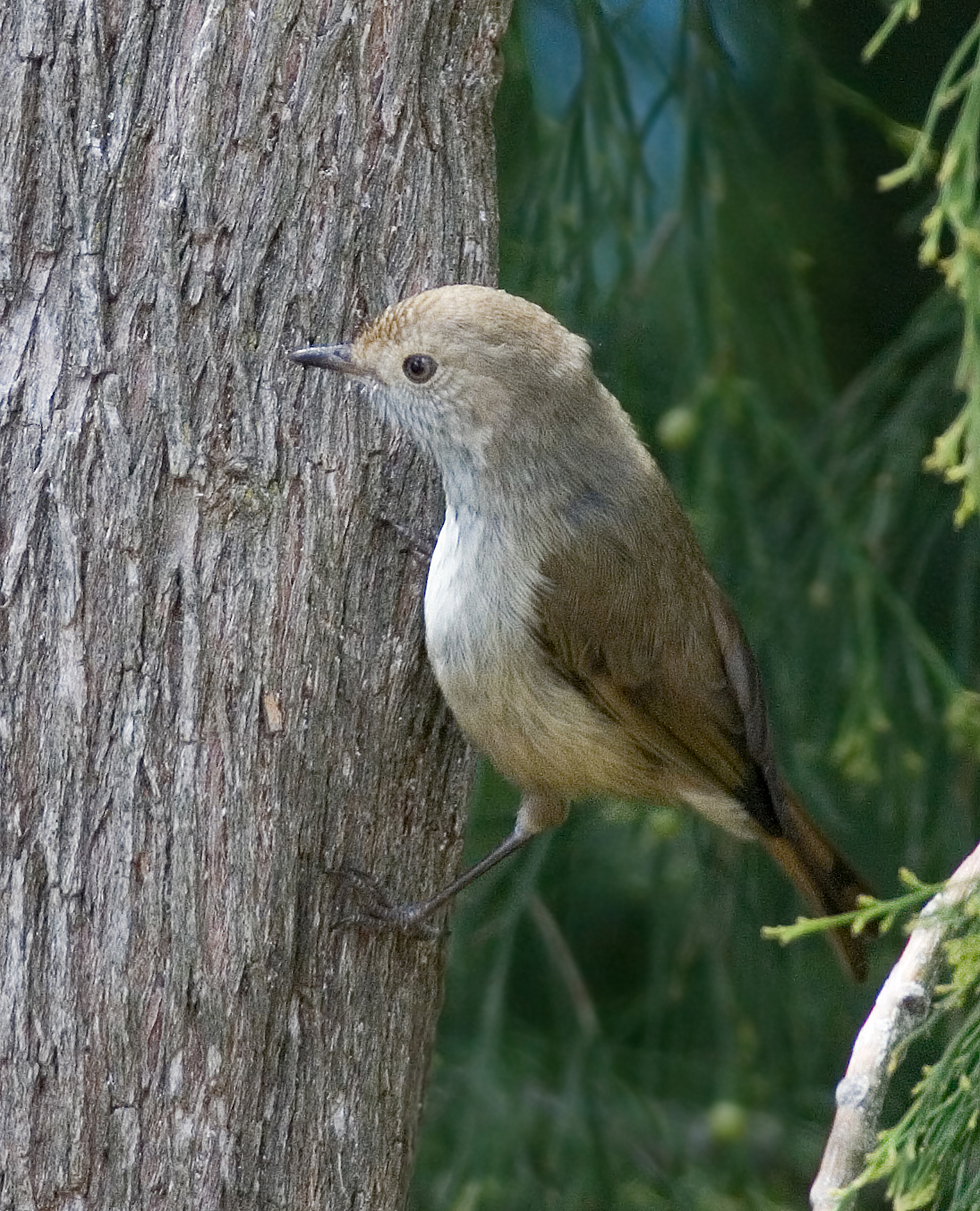